# Arzwaschen
Arzwaschen (armenisch Արծվաշեն, englische Transkription Artsvashen; aserbaidschanisch Başkənd) ist ein Ort in Armenien in der Provinz Gegharkunik. Er liegt als Exklave inmitten von aserbaidschanischem Staatsgebiet. Seit dem Bergkarabachkonflikt ist das Gebiet der Gemeinde von Aserbaidschan besetzt und liegt in dessen Rayon Gədəbəy (im Norden Grenze zum Rayon Tovuz).

## Geschichte
Das Dorf wurde 1845 gegründet. Bis etwa 1980 trug es den aserbaidschanischen Namen Başkənd. Im August 1992 wurde die Exklave von der aserbaidschanischen Armee besetzt. Bei der Einnahme des Ortes wurden nach aserbaidschanischen Angaben feindliche Panzerfahrzeuge zerstört und 300 armenische Kämpfer getötet, Armenien hingegen sprach nur von 29 Vermissten. Die armenische Bevölkerung wurde vertrieben, zehn Familien flohen nach Dschiwichlu (armenisch Ջիվիխլու, englische Transkription Jivikhlu; aserbaidschanisch Cıvıxlı), wo zuvor aserbaidschanische Familien vertrieben worden waren. Dieser Ort liegt etwa 30 km westlich im äußersten Norden der Provinz Gegharkunik, erhielt in Folge den armenischen Namen Tschapkut (Ճապկուտ) und wurde Teil der Landgemeinde Ajgut, ist aber mittlerweile wieder verlassen (Stand 2011).

## Persönlichkeiten
- Aramajis Sahakjan (1936–2013), armenischer Dichter
- Saribek Tschilingarjan (1925–1996), Soldat der Roten Armee, für seine Rolle in der Schlacht um Berlin 1945 als Held der Sowjetunion ausgezeichnet[3]